# Canton (Oklahoma)
Canton és un poble dels Estats Units a l'estat d'Oklahoma. Segons el cens del 2000 tenia 618 habitants.

## Demografia
Segons el cens del 2000, Canton tenia 618 habitants, 268 habitatges, i 165 famílies. La densitat de població era de 458,9 habitants per km².
Dels 268 habitatges en un 31% hi vivien nens de menys de 18 anys, en un 51,1% hi vivien parelles casades, en un 7,8% dones solteres, i en un 38,1% no eren unitats familiars. En el 36,9% dels habitatges hi vivien persones soles el 22,4% de les quals corresponia a persones de 65 anys o més que vivien soles. El nombre mitjà de persones vivint en cada habitatge era de 2,31 i el nombre mitjà de persones que vivien en cada família era de 3,02.
Per edats la població es repartia de la següent manera: un 26,9% tenia menys de 18 anys, un 8,1% entre 18 i 24, un 19,6% entre 25 i 44, un 26,1% de 45 a 60 i un 19,4% 65 anys o més.
L'edat mediana era de 41 anys. Per cada 100 dones de 18 o més anys hi havia 82,3 homes.
La renda mediana per habitatge era de 23.250 $ i la renda mediana per família de 35.750 $. Els homes tenien una renda mediana de 31.250 $ mentre que les dones 20.179 $. La renda per capita de la població era de 18.591 $. Entorn de l'11,4% de les famílies i el 16,3% de la població estaven per davall del llindar de pobresa.

## Poblacions més properes
El següent diagrama mostra les poblacions més properes.